# Красноярская шатость

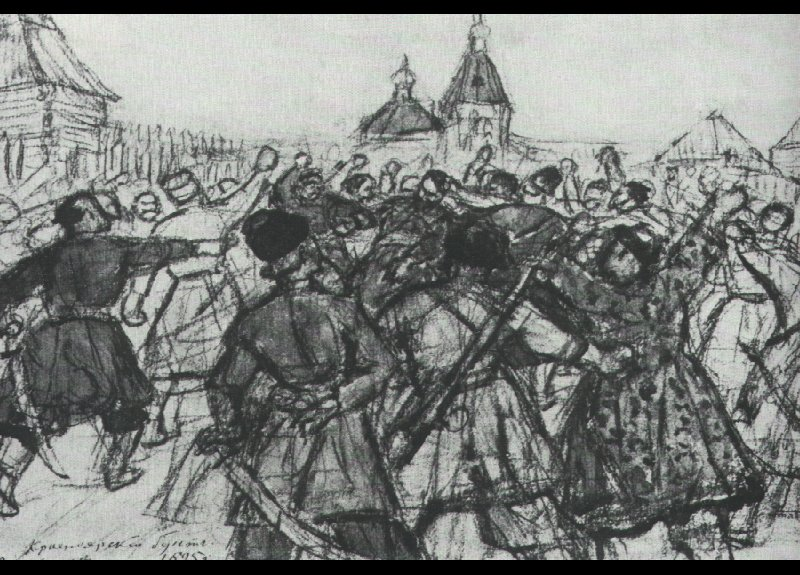
«Красноярский бунт 1695 года». Эскиз. Суриков, Василий Иванович, 1900-е.

Красноярская шатость — бунты жителей Красноярска против воевод в XVII веке.
6 мая 1695 года служилые люди Красноярского острога подняли бунт против воеводы Алексея Игнатьевича Башковского. Воевода задерживал выдачу жалования. Руководили бунтом дети боярские Трифон и Матвей Еремеевы, атаманы Дмитрий и Аника Тюменцевы, Илья и Пётр Суриковы (предки художника В. И. Сурикова). Воевода был смещён со своего поста. Бунтовщики выбрали местный орган самоуправления, который просуществовал более года. На сходах выбирались судьи, собирались налоги, велось обычное делопроизводство. Налоги и ясак отправлялись в Москву. В Москву посылались челобитные с просьбой прислать другого воеводу.
Эти события стали известны в истории под названием «Красноярская шатость».
Вместо воеводы Алексея Башковского в Красноярск прислали на воеводство его брата — Мирона Башковского. Он начал преследование участников «шатости». 4 ноября 1695 года около 300 вооружённых казаков потребовали освободить арестованных.
Вместо Мирона Башковского воеводой был назначен Семён Иванович Дурново (в документах того времени — Дурной). За казнокрадство и жестокость при расследовании бунта 1695 года Дурново также был свергнут с воеводства служилыми людьми. Дурново с немногочисленными товарищами закрылись в «малом городе». Дурново схватили и повели топить в Енисее, но топить не стали, а посадили в лодку и отправили вниз по течению реки.
В 1696 году для расследования шатости из Москвы в Красноярск были отправлены думный дьяк Данило Леонтьев Полянской и дьяк Данило Берестов. Красноярцы не пустили в острог следователей. Полянский писал в своей жалобе в Москву: «С невежеством, с криком, с шумом, что они нас, холопей твоих, в Красноярск не пропустят и послушны ни в чём не будут и в розыск себя никого не дадут». Позднее следователей всё-таки пропустили в Красноярский острог.
Полянский и Берестов вели следствие в Сургуте, Енисейске и Красноярске до 1700 года. В Енисейске ими были арестованы: иркутский воевода, стольник князь Иван Петров Гагарин, нерчинский воевода, стольник князь Матвей Петров Гагарин, а также нерчинский воевода, стольник Антон Савёлов. Савёлов был бит кнутом и сослан в Якутск, в казачью службу. Мирон и Алексей Башковские были арестованы в Енисейске и высланы в Якутск. Мирона Башковского пытали в Якутске и отправили в Москву из Иркутска в 1707 году. Алексей Башковский был арестован в Москве в 1708 году.
Данилу Полянскому было приказано вернуться в Москву, а завершить следствие должен был Пётр Саввич Мусин-Пушкин, который был назначен воеводой Красноярского острога в 1700 году.
Расследование дела о Красноярской шатости тянулось до 1708 года. Многих служилых людей Красноярска пытали (в том числе в Московском Тайном приказе) и выслали в другие остроги.

## Красноярский бунт в искусстве
Художники В. И. Суриков и Д. И. Каратанов написали картины о «Красноярской шатости»:
- «Красноярский бунт 1695 года». Суриков В. И.
- «Красноярский бунт 1695 — 1698 года». Каратанов Д. И.
- «Расправа с воеводой Семёном Дурново во время Красноярского бунта». Каратанов Д. И.